# Siret (rivier)
De Siret (Oekraïens: Seret) is een rivier in Oost-Europa, stromend door Oekraïne en Roemenië. Ze ontspringt in de oostelijke Beskiden (noordelijke Boekovina, oblast Tsjernivtsi) nabij de Roemeense grens. Ze passeert voor de stad Siret de grens en mondt ten westen van Galați uit in de Donau. De Siret is 706 km lang (waarvan 596 km in Roemenië) en heeft een stroomgebied van 42.890 km². Naast de grensrivier de Proet is de Siret de voornaamste rivier van Roemeens Moldavië. In de oudheid stond ze bekend als Hierasus.
Alle grotere zijrivieren van de Siret komen vanuit het westen, uit de Karpaten. De voornaamste zijn, van noord naar zuid, de Suceava, de Moldova, de Bistrița, de Trotuș en de Buzău. Via een kleinere zijrivier, de Grote Somuz (Somuzul Mare), werd de Siret in 2001 ernstig vervuild met cyanide, afkomstig uit een chemische fabriek bij Fălticeni.
De Siret zorgt regelmatig voor overstromingen. Een van de hevigste was die in juli 2005, die ruim twintig mensen het leven kostte.
- Gemeinsame Normdatei: 4324503-1
- Nationale Bibliotheek van Tsjechië: ge118155
- Virtual International Authority File: 239611921